# 英国中央政府预算
英皇陛下政府預算（英語：Budget of His Majesty's Government）是英國財政部為下個財政年度編制的年度预算，包括公共部门收支估算及稅收建議。每年的財政預算案均由財政大臣在英國下議院宣讀。最近一次的英國政府財政預算案，是李韻晴於2024年10月發表。
2017年起，財相會通常於每年秋季向國會發表財政預算案，以便英國政府於下個財政年度開始前進行重大税務變更。再者，財相亦於隔年春季（三月）發表預算聲明，以便按照經濟預測而調整財政計畫。可是自2021年以來，曾經有春季預算聲明亦被視為另一份「迷你預算」。
根據英國法例，入息稅及企業稅被視為臨時稅項，每年須重獲國會批准方可繼續向納稅人徵收；因此，英國政府必須每年向國會呈上財政預算案。

## 程序

### 臨時撥款
歷史上，英國政府財政預算案於3月被提交後，國會兩院通常會等到夏季（即財政年度開始後）才會通過撥款議案。由於國會審議財政預算案需時，政府會於在同年2月先向國會申請臨時撥款，以在預算獲通過前維持公共服務及政府運作。
根據厄斯金梅編纂的《議會慣例》，政府會先提交特別開支預算（Special Estimates；即臨時撥款）供國會省覽，再尋求國會以「帳目投票」程序（英語：Vote on Accounts）通過臨時撥款決議；有關款項正常等同於上年度政府所獲批總開支的的45%。

### 主體撥款
通常於每年4月，政府會提交主體開支預算（Main Estimates）供國會省覽，臚列各個政府部門、行政機構及公營機構於下個財政年度所需要的開支預算及計畫。國會先會通過供給決議（Supply Resolutions）向開支建議表達支持或反對。如果決議獲通過，財政部首席秘書會於同年7月向國會提交《供給及撥款（主體撥款）法令草案》，而兩院會在無經辯論的程序下付諸表決，為開支撥款提供法律效力。「無經辯論」的原意是避免國會就其已經支持的撥款建議，重複討論。
如果英國將於春季或夏季上旬舉行大選，有關程序會延遲進行。

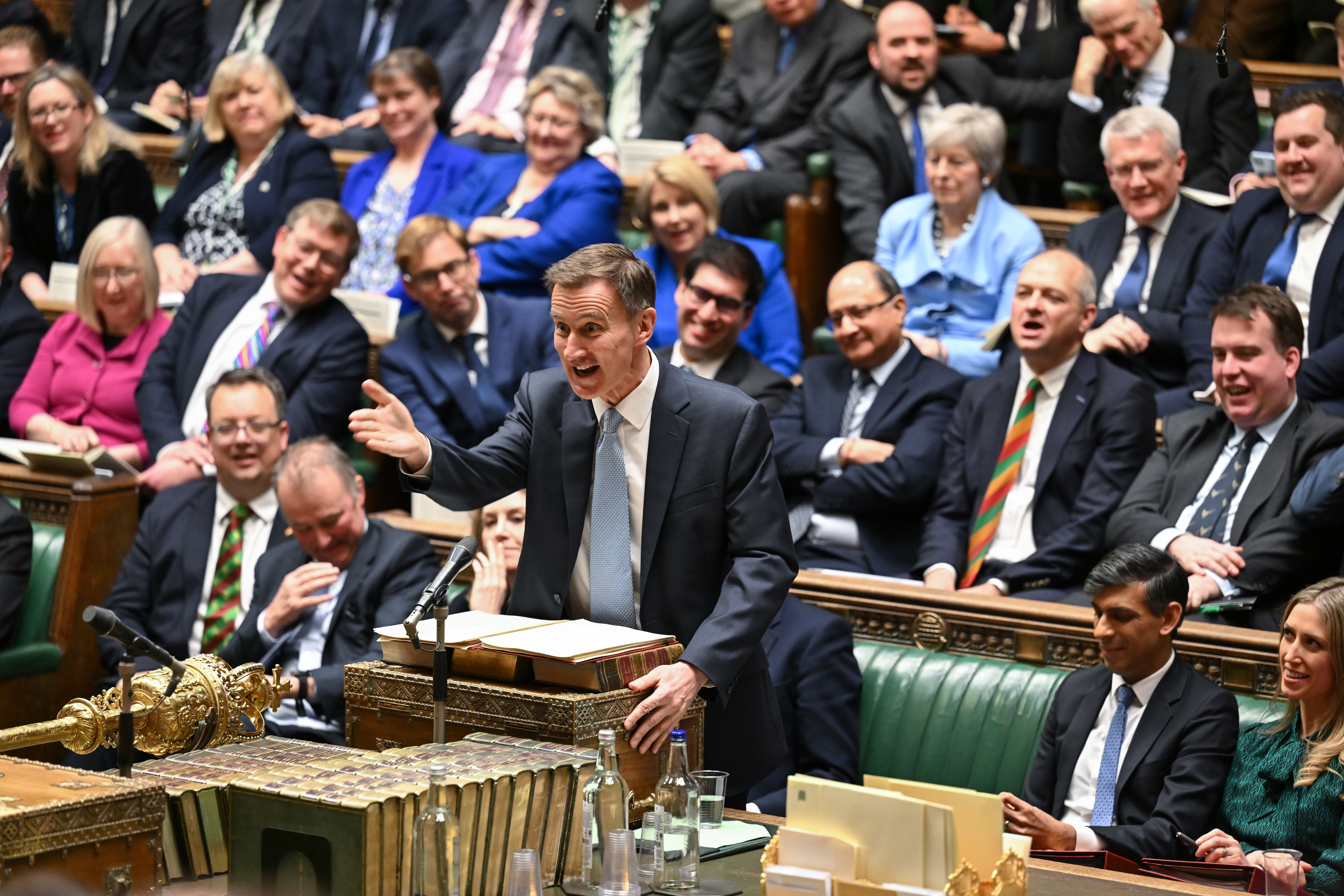
2024年3月，時任財政大臣侯俊偉向下議院發表英國政府財政預算案

### 發表預算
每逢公佈政府財政預算案，財政大臣都會攜帶其專用紅色皮箱，並於唐寧街11號面前供傳媒影相。該紅箱並沒有載有財政預算案的正本，而只是財相的演講稿和隨身物品。
在英國下議院，財政大臣會向全體國會議員發表「財務報表及預算報告」（英語：Financial Statement and Budget Report），即宣讀財政預算案的內容。有關言辭會先回顧英國過去的公共財政及經濟狀況，然後再提及政府來年的開支及稅收建議。
依照傳統，反對黨領袖會率先回應財政大臣所公佈的英國政府財政預算案。

### 國會程序
按照慣例，任何涉及辯論財政預算案的下議院會議都必須由賦稅委員會主席（即下議院首席副議長）主持。

#### 臨時稅收議案
在發表政府財政預算案後，財相會隨即引用《1968年臨時稅收法令》第1條或第5條動議一項臨時稅收議案（英語：Provisional Collection of Taxes motion）。該動議旨在預算未經國會通過之前，讓政府建議的重大税務措施可即日下午6時起實施，以防市場動盪不安。
該項議案不容修正或辯論而須隨即付諸表決，而一般會獲通過。但時，該項議案亦純屬國會授權，涉及的税務措施亦須重新在通過後的十日內再由下議院通過，否則立即失效。再者，如果及後的財務法令草案不獲通過，議案亦會被視作無效。

#### 預算辯論
在財政預算案獲公佈後，政府會動議一系列的賦稅決議。雖然有關決議只涉及稅收建議部份，但亦只有7個月的效力。換言之，任何稅收建議須等待《財務法令草案》獲通過後才能終身生效；反之，任何決議如果未能獲通過，政府不能夠在稍後的《財務法令草案》再次提及相關的稅收建議。
此項程序其實是讓國會議員能夠討論預算內容。相關環節會分成四日進行，而每日議員會針對不同政策範疇作辯論。此外，影子財政大臣亦會於該環節中回應政府財政預算案。

#### 委員會審議階段
在財政預算案獲公佈後，英國國會的上議院及下議院都會將預算內容交付轄下委員會作詳細審議。
在下議院，財政專責委員會會就政府的收支建議召開聆訊：先向政府官員及專家證人收集證言，再發表報告列出其結論及意見。及後，政府會再就委員會的建言作出回應，而預算責任辦公室一般亦會發表相關見解。
在上議院，經濟事務小組委員會負責審議《財務法令草案》的部份內容。

#### 《財務法令草案》
下議院財政專責委員會完成審議後，財政大臣會向該院提交一份《財務法令草案》，完整列出整個財政預算案的稅收建議部份。如果該法案獲下議院三讀通過，政府會提交上議院進行審議。每年的法案均按照一般處理法案的方式審議。
按照英國憲法，只有下議院能夠提出任何涉及公帑效力或增加稅收的法案。對上議院而言，該院亦沒有權力提出修正案；所以上議院在審批財政預算案的角色較為弱。

## 歷年財政預算案
| 预算           | 收入      | 支出      | 赤字/盈餘 | 报告                   |
| -------------- | --------- | --------- | --------- | ---------------------- |
| 2024年10月     | 1.229兆鎊 | 1.276兆鎊 | ▼472億鎊  | （页面存档备份，存于） |
| 2024年3月      | 1.139兆鎊 | 1.226兆鎊 | ▼870億鎊  | （页面存档备份，存于） |
| 2023年秋季聲明 | 待補充    | 待補充    | 待補充    | （页面存档备份，存于） |
| 2023年         | 1.058兆鎊 | 1.189兆鎊 | ▼1310億鎊 | （页面存档备份，存于） |
| 2022年秋季聲明 | 待補充    | 待補充    | 待補充    | （页面存档备份，存于） |
| 2022年9月迷你預算      | 待補充    | 待補充    | 待補充    | （页面存档备份，存于） |
| 2021年10月     | 9,290億鎊 | 1.045兆鎊 | ▼1160億鎊 | （页面存档备份，存于） |
| 2021年3月      | 8190億鎊  | 1.053兆鎊 | ▼2340億鎊 | （页面存档备份，存于） |
| 2020年3月      | 8730億鎊  | 9280億鎊  | ▼550億鎊  | （页面存档备份，存于） |
| 2018年         | 8100億鎊  | 8420億鎊  | ▼320億鎊  | （页面存档备份，存于） |
| 2017年11月     | 7690億鎊  | 8090億鎊  | ▼400億鎊  | （页面存档备份，存于） |
| 2017年3月      | 7440億鎊  | 8020億鎊  | ▼580億鎊  | （页面存档备份，存于） |
| 2016年         | 7160億鎊  | 7720億鎊  | ▼560億鎊  | （页面存档备份，存于） |
| 2015年7月      | 6730億鎊  | 7420億鎊  | ▼620億鎊  | （页面存档备份，存于） |
| 2015年3月      | 6670億鎊  | 7420億鎊  | ▼750億鎊  | （页面存档备份，存于） |
| 2014           | 6480億鎊  | 7320億鎊  | ▼840億鎊  | （页面存档备份，存于） |
| 2013           | 6120億鎊  | 7200億鎊  | ▼1080億鎊 | （页面存档备份，存于） |
| 2012           | 5920億鎊  | 6830億鎊  | ▼910億鎊  | （页面存档备份，存于） |
| 2011           | 5890億鎊  | 7100億鎊  | ▼1210億鎊 | （页面存档备份，存于） |
| 2010年6月      | 5480億鎊  | 6970億鎊  | ▼1490億鎊 | （页面存档备份，存于） |
| 2010年3月      | 5410億鎊  | 7040億鎊  | ▼1630億鎊 |                        |
| 2009年         | 4960億鎊  | 6710億鎊  | ▼1750億鎊 | （页面存档备份，存于） |
| 2008年         | 5750億鎊  | 6180億鎊  | ▼430億鎊  |                        |
| 2007年         | 5530億鎊  | 5870億鎊  | ▼340億鎊  | （页面存档备份，存于） |
| 2006年         | 5160億鎊  | 5520億鎊  | ▼360億鎊  |                        |
| 2005年         | 4870億鎊  | 5190億鎊  | ▼320億鎊  | （页面存档备份，存于） |
| 2004年         | 4510億鎊  | 4850億鎊  | ▼340億鎊  | （页面存档备份，存于） |
| 2003年         | 4230億鎊  | 4600億鎊  | ▼370億鎊  |                        |
| 2002年         | 4070億鎊  | 4180億鎊  | ▼110億鎊  | （页面存档备份，存于） |
| 2001年         | 3980億鎊  | 3940億鎊  | ▲40億鎊   |                        |
| 2000年         | 3710億鎊  | 3710億鎊  | ━         | （页面存档备份，存于） |
| 1999年         | 3490億鎊  | 3490億鎊  | ━         |                        |
| 1998年         | 3301億鎊  | 3325億鎊  | ▲24億鎊   |                        |

## 延伸閲讀
- Browning, Peter. The Treasury and Economic Policy: 1964-1985 (Longman, 1986).
- Dell, Edmund. The Chancellors: A History of the Chancellors of the Exchequer, 1945-90 (HarperCollins, 1997) 619pp;  17 chapters covering the terms of each Chancellor.
- Fairclough, Isabela, and Norman Fairclough. "Practical reasoning in political discourse: The UK government’s response to the economic crisis in the 2008 Pre-Budget Report." Discourse & Society 22.3 (2011): 243-268. online （页面存档备份，存于）
- Walsh, Catherine. "Protesting Too Much: Alastair Darling's constructions after the Financial Crash." Critical Discourse Studies 13.1 (2016): 41-56.
- Woodward, Nicholas. The management of the British economy, 1945-2001 (Manchester University Press, 2004).